# Margaret Burvill
Margaret Burvill (Margaret Ann Burvill, verheiratete Edwards; * 2. Oktober 1941 in Perth; † 28. Februar 2009) war eine australische Sprinterin.
1962 gewann sie bei den British Empire and Commonwealth Games in Perth Bronze über 220 Yards.
Bei den Olympischen Spielen 1964 in Tokio erreichte sie über 100 und 200 Meter jeweils das Halbfinale und kam in der 4-mal-100-Meter-Staffel auf den sechsten Platz.

## Persönliche Bestzeiten
- 100 Yards: 10,4 s, 28. Oktober 1962, Perth (entspricht 11,5 s über 100 m)
- 220 Yards: 22,9 s, 22. Februar 1964, Perth (entspricht 22,8 s über 200 m)